# Yoshi Oyakawa
Yoshi Oyakawa (n. 9 august 1933, Kailua-Kona⁠(d), Comitatul Hawaii, Territory of Hawaii⁠(d), SUA) este un înotător american, medaliat olimpic. A participat la 2 ediții ale Jocurilor Olimpice (1952, 1956) în care a câștigat două medalii de aur.